# BPM Entertainment
BPM Entertainment (en hangul, 빅플래닛메이드엔터; estilizado como Big Planet Made) es una empresa de entretenimiento surcoreana fundada el 6 de junio de 2021 por Choi Jae Ho con sede en Seúl.

## Historia
BPM Entertainment fue fundada por Choi Jae Ho, con el objetivo de convertirse en una de las 5 mayores empresas en su rubro para 2023.
El 29 de septiembre de 2021, firmó un contrato exclusivo con Soyou, después de terminar su contrato con Starship Entertainment, convirtiéndose en la primera artista de la compañía.
El 6 de octubre de 2021, firmó un contrato exclusivo con Eunha , SinB y Umji de GFriend, después del fin de su contrato con Source Music, anunciando que los tres harán su debut nuevamente como grupo bajo el nombre de Viviz y llevarán a cabo varias actividades en el futuro. Se espera que realicen su debut en febrero de 2022.
El 27 de octubre de 2021, se firmó un contrato exclusivo con Huh Gak después de que expirara su contrato con Play M Entertainment.
El 29 de octubre de 2021, BPM Entertainment anunció la firma de un acuerdo comercial estratégico con la agencia de hip-hop Million Market y un acuerdo comercial relacionado con la gestión con Swing Entertainment.
El 24 de diciembre de 2021,  se firmó un contrato exclusivo con el exmiembro de Wanna One Ha Sung-woon después de la expiración de su contrato con Star Crew Entertainment.
El 1 de marzo de 2022, se confirmó que el cantautor Lee Mu-jin firmó un contrato exclusivo con la compañía.
El 8 de marzo de 2022,se confirmó que el rapero Be'O firmó un contrato de gestión conjunta con la compañía, quien estará a cargo de la coproducción y gestión del artista.
El 14 de marzo de 2022, BPM firmó un acuerdo con Selvas IA una empresa tecnológica, para desarrollar el  proyecto de «gemelos digitales»  con los artistas de la compañía Viviz y Ha Sung-woon.
El 29 de abril, se confirmó que la actriz Jo Soo-min firmó con la compañía. Convirtiéndose en la primera actriz de BPM Entertainment.
El 3 de mayo, la agencia confirmó que el dúo masculino Mighty Mouth firmó un contrato exclusivo con BPM. El mismo día se anunció que BPM realizaría un concierto familiar denominado BNF Festival,  a desarrollarse los días 4 y 5 de junio de 2022.
El 7 de mayo, la agencia confirmó que Ren de NU'EST firmó un contrato exclusivo con BPM después de terminar su contrato con Pledis Entertainment en marzo pasado.
El 31 de marzo de 2024, la agencia confirmó que Taemin de Shinee firmó un contrato exclusivo con BPM después de terminar su contrato con SM Entertainment.
En mayo de 2024, BPM comenzó a compartir avances de su próximo grupo de chicas, BADVILLAIN, que debutó el 3 de junio de 2024.

## Artistas

### Grupos
- Viviz (2022)
- BADVILLAIN (2024)

### Solistas
- Huh Gak
- Ha Sung-woon
- Lee Mu-jin
- Be'O
- Ren
- Taemin
- Samuel

## Discografía
| - VIVIZ – Beam Of Prism (2022) - SOYOU – Day & Night (2022) - Lee Mu-jin – Room Vol.1 (2022) - VIVIZ – Summer Vibe (2022) - Ha Sung-woon - Strange World (2022) - Be'O - Five Senses (2022) - VIVIZ – VarioUS (2023) - SOYOU – "Summer Recipe" (2023) - VIVIZ - "VERSUS" (2023) - VIVIZ - "VOYAGE" (2024) |

## Conciertos
| Fecha                                 | Título            | Lugar                                |
| ------------------------------------- | ----------------- | ------------------------------------ |
| 4 de junio de 2022 5 de junio de 2022 | 2022 BNF Festival | Olympic Park 88 Lake Waterside Stage |